# Llista d'asteroides/171601-171700
| Nom      | Designació provisional | Data de descobriment   | Lloc de descobriment | Descobridor/s       |
| -------- | ---------------------- | ---------------------- | -------------------- | ------------------- |
| 171601 - | 1999 XQ164             | 8 de desembre de 1999  | Socorro              | LINEAR              |
| 171602 - | 1999 XP172             | 10 de desembre de 1999 | Socorro              | LINEAR              |
| 171603 - | 1999 XA180             | 10 de desembre de 1999 | Socorro              | LINEAR              |
| 171604 - | 1999 XC218             | 13 de desembre de 1999 | Kitt Peak            | Spacewatch          |
| 171605 - | 1999 XB246             | 5 de desembre de 1999  | Socorro              | LINEAR              |
| 171606 - | 1999 YT16              | 31 de desembre de 1999 | Kitt Peak            | Spacewatch          |
| 171607 - | 2000 AU13              | 3 de gener de 2000     | Socorro              | LINEAR              |
| 171608 - | 2000 AO62              | 4 de gener de 2000     | Socorro              | LINEAR              |
| 171609 - | 2000 AS86              | 5 de gener de 2000     | Socorro              | LINEAR              |
| 171610 - | 2000 AL93              | 4 de gener de 2000     | Socorro              | LINEAR              |
| 171611 - | 2000 AG113             | 5 de gener de 2000     | Socorro              | LINEAR              |
| 171612 - | 2000 AS241             | 7 de gener de 2000     | Anderson Mesa        | LONEOS              |
| 171613 - | 2000 AZ257             | 11 de gener de 2000    | Socorro              | LINEAR              |
| 171614 - | 2000 BU6               | 27 de gener de 2000    | Socorro              | LINEAR              |
| 171615 - | 2000 BE9               | 26 de gener de 2000    | Kitt Peak            | Spacewatch          |
| 171616 - | 2000 BL22              | 30 de gener de 2000    | Kitt Peak            | Spacewatch          |
| 171617 - | 2000 BY31              | 30 de gener de 2000    | Catalina             | CSS                 |
| 171618 - | 2000 BB37              | 30 de gener de 2000    | Kitt Peak            | Spacewatch          |
| 171619 - | 2000 CX2               | 2 de febrer de 2000    | Modra                | A. Galád, P. Kolény |
| 171620 - | 2000 CG40              | 4 de febrer de 2000    | Socorro              | LINEAR              |
| 171621 - | 2000 CR58              | 2 de febrer de 2000    | Socorro              | LINEAR              |
| 171622 - | 2000 CJ96              | 11 de febrer de 2000   | Kitt Peak            | Spacewatch          |
| 171623 - | 2000 CL98              | 8 de febrer de 2000    | Kitt Peak            | Spacewatch          |
| 171624 - | 2000 CT106             | 5 de febrer de 2000    | Kitt Peak            | M. W. Buie          |
| 171625 - | 2000 CW112             | 7 de febrer de 2000    | Kitt Peak            | Spacewatch          |
| 171626 - | 2000 CU113             | 11 de febrer de 2000   | Socorro              | LINEAR              |
| 171627 - | 2000 CS135             | 4 de febrer de 2000    | Kitt Peak            | Spacewatch          |
| 171628 - | 2000 DE25              | 29 de febrer de 2000   | Socorro              | LINEAR              |
| 171629 - | 2000 DH73              | 29 de febrer de 2000   | Socorro              | LINEAR              |
| 171630 - | 2000 DB81              | 28 de febrer de 2000   | Socorro              | LINEAR              |
| 171631 - | 2000 DT97              | 29 de febrer de 2000   | Socorro              | LINEAR              |
| 171632 - | 2000 DJ100             | 29 de febrer de 2000   | Socorro              | LINEAR              |
| 171633 - | 2000 DQ108             | 29 de febrer de 2000   | Socorro              | LINEAR              |
| 171634 - | 2000 EQ10              | 3 de març de 2000      | Socorro              | LINEAR              |
| 171635 - | 2000 EA46              | 9 de març de 2000      | Socorro              | LINEAR              |
| 171636 - | 2000 EP64              | 10 de març de 2000     | Socorro              | LINEAR              |
| 171637 - | 2000 ES80              | 5 de març de 2000      | Socorro              | LINEAR              |
| 171638 - | 2000 ED88              | 9 de març de 2000      | Socorro              | LINEAR              |
| 171639 - | 2000 EC115             | 10 de març de 2000     | Kitt Peak            | Spacewatch          |
| 171640 - | 2000 EZ125             | 11 de març de 2000     | Anderson Mesa        | LONEOS              |
| 171641 - | 2000 EE134             | 11 de març de 2000     | Anderson Mesa        | LONEOS              |
| 171642 - | 2000 EK157             | 11 de març de 2000     | Catalina             | CSS                 |
| 171643 - | 2000 EX171             | 5 de març de 2000      | Socorro              | LINEAR              |
| 171644 - | 2000 FJ7               | 29 de març de 2000     | Kitt Peak            | Spacewatch          |
| 171645 - | 2000 FL7               | 29 de març de 2000     | Kitt Peak            | Spacewatch          |
| 171646 - | 2000 FL14              | 30 de març de 2000     | Kitt Peak            | Spacewatch          |
| 171647 - | 2000 FU14              | 29 de març de 2000     | Socorro              | LINEAR              |
| 171648 - | 2000 FS27              | 27 de març de 2000     | Anderson Mesa        | LONEOS              |
| 171649 - | 2000 FQ63              | 29 de març de 2000     | Socorro              | LINEAR              |
| 171650 - | 2000 FW71              | 27 de març de 2000     | Anderson Mesa        | LONEOS              |
| 171651 - | 2000 GK24              | 5 d'abril de 2000      | Socorro              | LINEAR              |
| 171652 - | 2000 GQ37              | 5 d'abril de 2000      | Socorro              | LINEAR              |
| 171653 - | 2000 GV60              | 5 d'abril de 2000      | Socorro              | LINEAR              |
| 171654 - | 2000 GO132             | 11 d'abril de 2000     | Kitt Peak            | Spacewatch          |
| 171655 - | 2000 GW140             | 4 d'abril de 2000      | Anderson Mesa        | LONEOS              |
| 171656 - | 2000 GW167             | 4 d'abril de 2000      | Anderson Mesa        | LONEOS              |
| 171657 - | 2000 GH176             | 2 d'abril de 2000      | Anderson Mesa        | LONEOS              |
| 171658 - | 2000 HK84              | 30 d'abril de 2000     | Socorro              | LINEAR              |
| 171659 - | 2000 HR94              | 29 d'abril de 2000     | Socorro              | LINEAR              |
| 171660 - | 2000 JH13              | 6 de maig de 2000      | Socorro              | LINEAR              |
| 171661 - | 2000 JZ17              | 9 de maig de 2000      | Socorro              | LINEAR              |
| 171662 - | 2000 JF30              | 7 de maig de 2000      | Socorro              | LINEAR              |
| 171663 - | 2000 JS41              | 7 de maig de 2000      | Socorro              | LINEAR              |
| 171664 - | 2000 KW                | 24 de maig de 2000     | Kitt Peak            | Spacewatch          |
| 171665 - | 2000 KK23              | 28 de maig de 2000     | Socorro              | LINEAR              |
| 171666 - | 2000 KD51              | 30 de maig de 2000     | Kitt Peak            | Spacewatch          |
| 171667 - | 2000 NU14              | 5 de juliol de 2000    | Anderson Mesa        | LONEOS              |
| 171668 - | 2000 NZ17              | 5 de juliol de 2000    | Anderson Mesa        | LONEOS              |
| 171669 - | 2000 OM54              | 29 de juliol de 2000   | Anderson Mesa        | LONEOS              |
| 171670 - | 2000 OX59              | 29 de juliol de 2000   | Anderson Mesa        | LONEOS              |
| 171671 - | 2000 PF32              | 1 d'agost de 2000      | Socorro              | LINEAR              |
| 171672 - | 2000 QL13              | 24 d'agost de 2000     | Socorro              | LINEAR              |
| 171673 - | 2000 QB33              | 26 d'agost de 2000     | Socorro              | LINEAR              |
| 171674 - | 2000 QA37              | 24 d'agost de 2000     | Socorro              | LINEAR              |
| 171675 - | 2000 QN58              | 26 d'agost de 2000     | Socorro              | LINEAR              |
| 171676 - | 2000 QX58              | 26 d'agost de 2000     | Socorro              | LINEAR              |
| 171677 - | 2000 QG136             | 29 d'agost de 2000     | Socorro              | LINEAR              |
| 171678 - | 2000 QD170             | 31 d'agost de 2000     | Socorro              | LINEAR              |
| 171679 - | 2000 QN226             | 31 d'agost de 2000     | Kitt Peak            | Spacewatch          |
| 171680 - | 2000 RS21              | 1 de setembre de 2000  | Socorro              | LINEAR              |
| 171681 - | 2000 RK23              | 1 de setembre de 2000  | Socorro              | LINEAR              |
| 171682 - | 2000 RL31              | 1 de setembre de 2000  | Socorro              | LINEAR              |
| 171683 - | 2000 RG32              | 1 de setembre de 2000  | Socorro              | LINEAR              |
| 171684 - | 2000 RN53              | 7 de setembre de 2000  | Elmira               | A. J. Cecce         |
| 171685 - | 2000 RV90              | 3 de setembre de 2000  | Socorro              | LINEAR              |
| 171686 - | 2000 SZ12              | 21 de setembre de 2000 | Socorro              | LINEAR              |
| 171687 - | 2000 SO18              | 23 de setembre de 2000 | Socorro              | LINEAR              |
| 171688 - | 2000 SP18              | 23 de setembre de 2000 | Socorro              | LINEAR              |
| 171689 - | 2000 SQ28              | 23 de setembre de 2000 | Socorro              | LINEAR              |
| 171690 - | 2000 SF41              | 24 de setembre de 2000 | Socorro              | LINEAR              |
| 171691 - | 2000 SG49              | 23 de setembre de 2000 | Socorro              | LINEAR              |
| 171692 - | 2000 SN55              | 24 de setembre de 2000 | Socorro              | LINEAR              |
| 171693 - | 2000 SB98              | 23 de setembre de 2000 | Socorro              | LINEAR              |
| 171694 - | 2000 SQ102             | 24 de setembre de 2000 | Socorro              | LINEAR              |
| 171695 - | 2000 SE113             | 24 de setembre de 2000 | Socorro              | LINEAR              |
| 171696 - | 2000 SK137             | 23 de setembre de 2000 | Socorro              | LINEAR              |
| 171697 - | 2000 SG138             | 23 de setembre de 2000 | Socorro              | LINEAR              |
| 171698 - | 2000 SA164             | 24 de setembre de 2000 | Socorro              | LINEAR              |
| 171699 - | 2000 SD169             | 23 de setembre de 2000 | Socorro              | LINEAR              |
| 171700 - | 2000 SA211             | 25 de setembre de 2000 | Socorro              | LINEAR              |